# Joseph Mallord William Turner
Joseph Mallord William Turner (n. 23 aprilie 1775, Greater London, Anglia, Regatul Marii Britanii – d. 19 decembrie 1851, Greater London, Anglia, Regatul Unit al Marii Britanii și Irlandei) a fost pictor și gravor britanic peisagist, reprezentant al romantismului. Specializat în peisaje și scene marine, era considerat de impresioniștii francezi ca unul dintre principalele modele artistice.

## Biografie
Fiu de bărbier peruchier și nepot de măcelar, Joseph Mallord William Turner se naște la 23 aprilie 1775, în cartierul londonez Covent Garden, strada Maiden Lane.

Fire plăpândă și bolnăvicioasă, sufocat de existența labirintică, incertă moral a familiei și împovărat mai ales de nevrozele mamei sale, părăsește "fundul de fântână" al casei unde locuia și pleacă, sub ocrotirea tatălui, la Brentford, la unchiul său, unde învață să scrie. 

Precocitatea pictorului se manifestă elocvent în 1787. La 12 ani compune desene și acuarele - majoritatea reproduceri din memorie - după diferite gravuri. Uimesc la el, încă din această fază, simțul detaliilor, precizia formelor, capacitatea de a structura un ansamblu. 
 În anul 1788 urmează școala de la Margate. Nu are mai mult de 12 ani când, sub puternica impresie a mării, compune două acuarele care relevă trăsăturile și evoluția artei sale. Este momentul care va întări tatălui său convingerea, nezdruncinată până la moarte, în vocația de artist a fiului. 

La aceasta au contribuit și rezultatele obținute de elev în atelierul lui Thomas Malton, autor de acuarele cu subiecte topografice și arhitecturale. 

În anul 1789 este primit ca elev al școlii de la Royal Academy. Locuiește apoi un scurt timp la Sunningwell, o localitate între Abingdon și Oxford.

În anul 1790 expune pentru prima oară. Se oprește în timpul unei călătorii la Bristol unde face o vizită lui John Narraway, un prieten al tatălui său. În 1792 expune la Academie Catedrala Malmesbury și Panteonul, dimineața, după incendiu. Vizitează Oxford și Kent (1793), iar cu un an mai târziu Peak District și Midlands. Execută, conform tradiției, numeroase desene și gravuri topografice. 

Nevoia de cuprindere, de confruntare interioară, dorința devoratoare de studiu și examen minuțios a capodoperelor lui Claude Lorrain, Poussin, Salvator Rosa, Van de Velde, Ruysdael sunt definitorii pentru această perioadă. 

În 1795 William Turner pătrunde în atmosfera artistică din casa ilustrului doctor Monro, spirit filantropic și generos cu tinerele talente, unde, alături de prezența exaltantă a lui Girtin, strălucit și inspirat creator de peisaje, cu înrâurire directă asupra picturii sale, descoperă opera lui Cozens. Realizează tabloul Pescari pe mare (1796), o marină în care se întrezăresc marile obsesii cromatice de mai târziu ale pictorului. Expune primul său tablou în ulei Bridgewater Sea Piece (1797) la Royal Academy. 

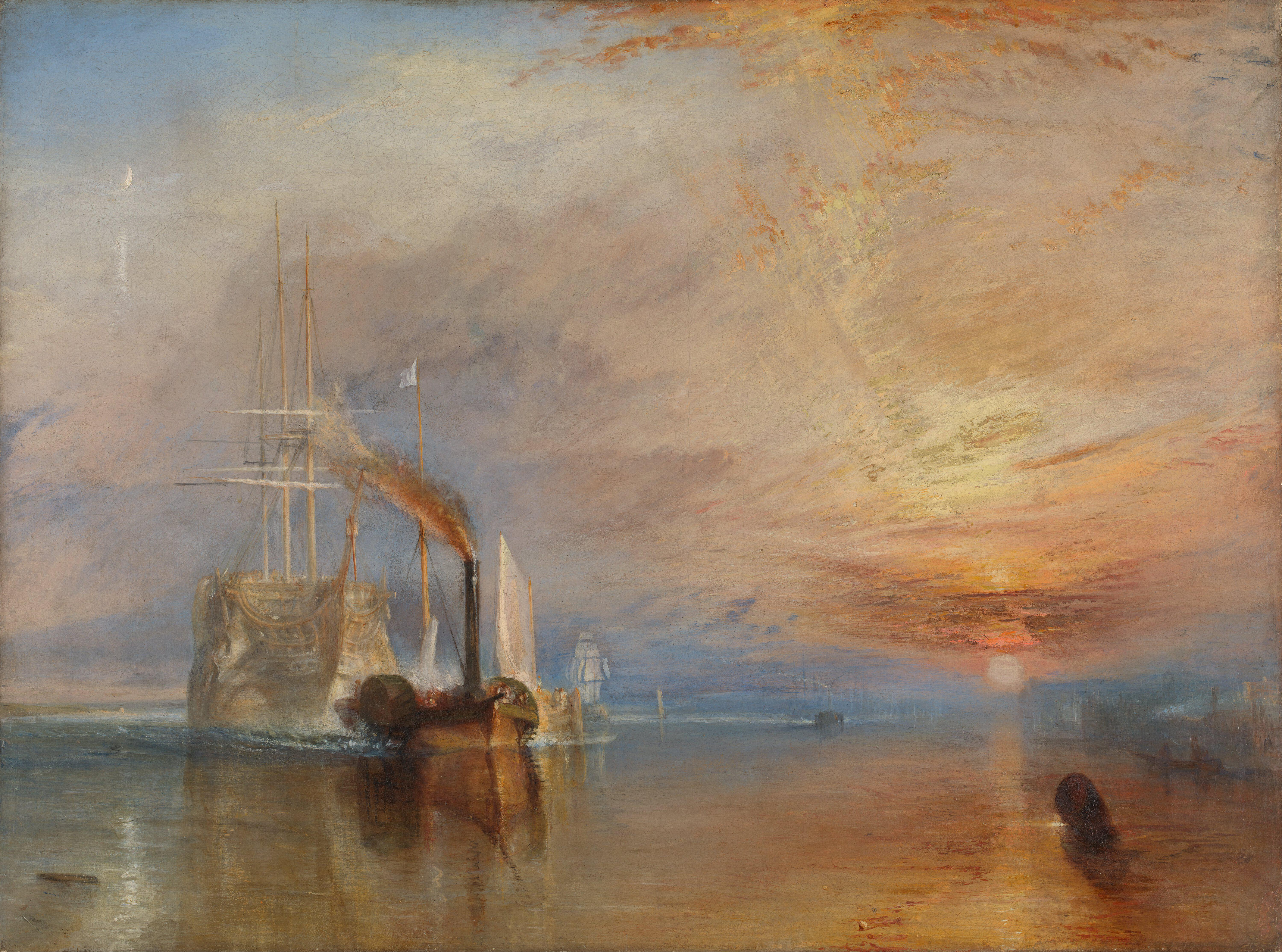
Vasul de linie Temerarul remorcat la ultima ancorare pentru a fi distrus (1838)

În 1798 compune Buttermere, tot o marină, în care lumina tumultuoasă, explozivă, inundă peisajul și sub aura ei fosforescentă pune în relief cele mai mărunte detalii. La expoziție, își însoțește lucrările cu motto-uri din Anotimpurile lui Thompson, din baladele lirice ale lui Wordsworth și Coleridge - volum abia apărut - și din Milton, texte reprezentând aluzii poetice la efectele luminii și atmosferei. În 1799 termină acuarela  Castelul Norham care, deși tributară manierei peisagiste topografice la modă, se impune prin rigoarea construcției ca o dată importantă în dezvoltarea artei sale. Este frământat de ambiția secretă, apoi din ce în ce mai manifestă, de a-l înfrunta și a-l depăși pe Claude Lorrain. Lucrează febril "marine", castele, peisaje scoțiene sau din Țara Galilor cu o îndemânare care uimește și care nu vrea să dezamăgească un public avid de detaliul pitoresc, de atmosferă romantică și chiar de savoarea anecdotei. Succesul sporește considerabil. Pictează totodată Enea și Sibila, unde asociază rigorii clasice a peisajului și personajelor - în nota lui Lorrain - prezența auriului solar, voluptos iradiant. Simțul valorilor arhitecturale se exprimă deopotrivă și în seria "biblică" cu A cincea plagă a Egiptului (în realitate a șaptea). 

La 27 de ani este numit membru al Academiei Regale. Pictează, având unele elemente comune cu maniera lui Poussin, A zecea plagă a Egiptului. În anul 1802, face prima călătorie în străinătate în timpul căreia vizitează Parisul și Elveția. La Luvru este atras de pânzele marilor peisagiști Ruysdael și Poussin și nu-și poate înăbuși observații de pătrunzătoare și autorizată subtilitate. Face numeroase schițe după Rafael, Correggio, Guercino, Domenichino și Tițian. Impresionat totodată de peisajele alpine, notează: " Pe scurt, aceste țări sunt mai frumoase decât Țara Galilor sau Scoția". Din această perioadă datează tablourile :Pescari pe coastă în bătaia vântului (în care marea agitată, surprinsă pe viu de o memorie prodigioasă, relevă deja calitățile picturale și instinctul dramatic al pictorului) și faimosul Aruncarea de la Calas, pescari francezi ieșind în larg - o reprezentare convulsivă și foarte exactă a stării de furie marină, a frământării ciclopice a valurilor scoase din experiența nemijlocită a pictorului. Anul 1805 este anul celei de-a doua mari pânze de inspirație marină, Naufragiul. 

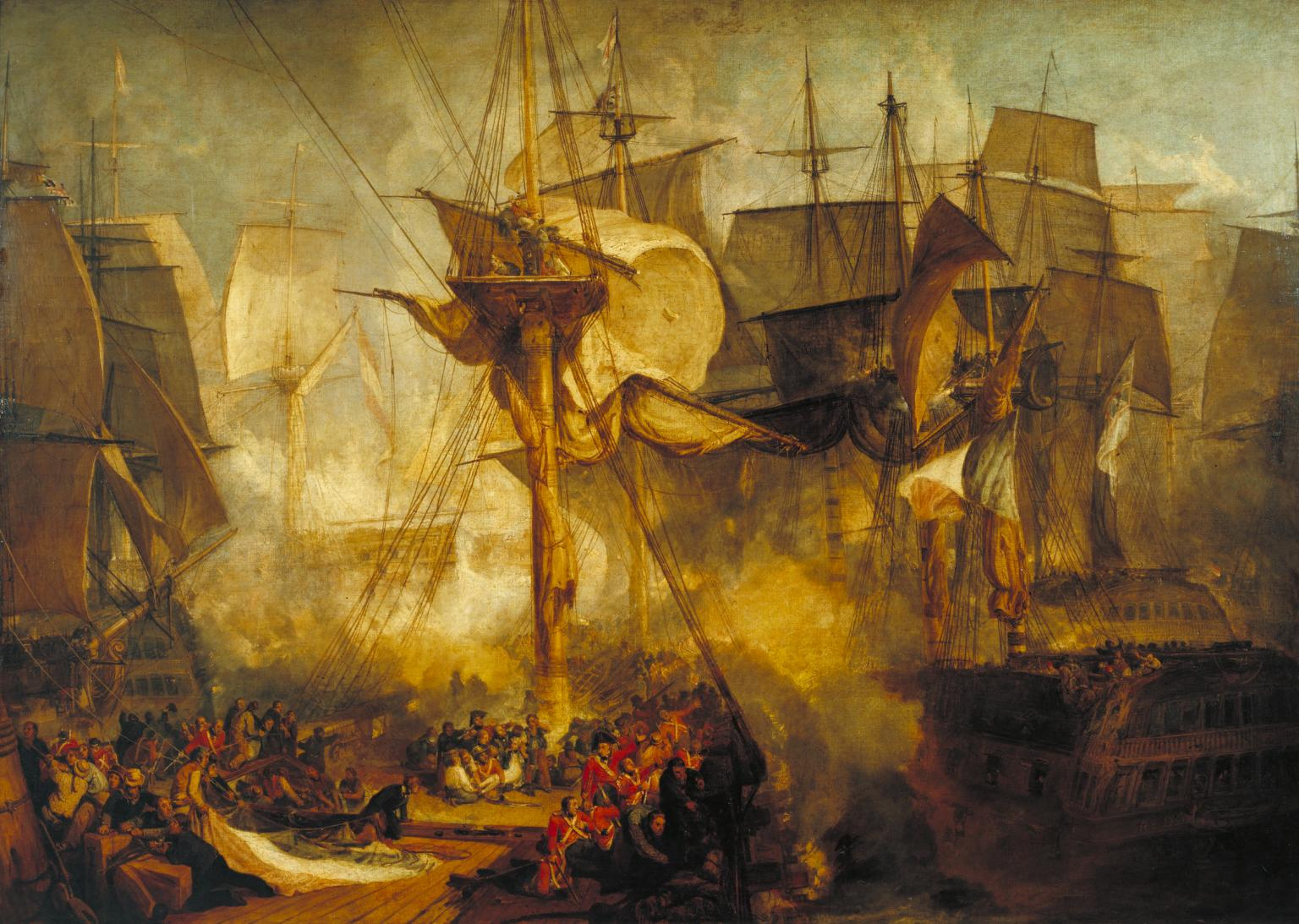
Bătălia de la Trafalgar

În 1807 sunt expuse uleiurile pe pânză Tamisa lângă Windsor și Colegiul Eton văzut dinspre apă. Tot acum termină Tamisa lângă Walton Bridge. Prezintă într-un stadiu definitiv Bătălia de la Trafalgar la British Institution. Simultan cu această orientare gravă spre istoria imediată, poate chiar și mai dinainte, pictorul părăsește pentru un timp "marinele" sale și se reculege într-o serie de experiențe calme, în picturi de gen, de rezonanță parcă olandeză, cu ecleraje blânde, cu transparențe și simetrii manieriste :  Răsărit de soare în ceață, Fierăria, Dugheana Cârpaciului, Dimineață de îngheț. 

John Leicester îl invită să-i picteze reședință din Ceshire, Tabley House. Termină tabloul Echipaj ridicând o ancoră (1809) și execută două lucrări pentru lordul Lonsdale de Westmoreland. În anul 1810, Turner vizitează la Farnley Hall pe Fawkes, colecționarul său. Această perioadă corespunde, după unii biografi, rupturii legăturii cu Sarah Danby.

După ce în 1807, atras de peisajele Tamisei, se mutase la Hammersmith Mall, în 1811 se mută la Sion Ferry House, în Isleworth. În 1812 realizează Coliba distrusă de avalanșă, proiecție halucinantă a unui dezastru alpin. Grandioasa "furtună de zăpadă" numită Armata lui hanibal traversând Alpii îl contrazice și îl confirmă totodată:

"În afara întoarcerii la viziunea apocaliptică, ne aflăm în prezența unei compoziții nu numai răscolitoare, dar în care efectul răscolitor ia un chip cumplit. Spațiul izbucnește și se revarsă asupra lui însuși și asupra tuturor." (J.J. Mayoux). În catalogul care însoțește expoziția, publică primele versuri din amarul său poem Erorile speranței. Sfârșește "Devonshire, pescuit la mare pe furtună. În 1813 expune Dimineața cu chiciură, protest hotărât împotriva "etichetării peisajului drept lucrare cartografică" (G. Reynolds). 

Didona construind Cartagina sau Renașterea imperiului cartaginez(1815), stilistic, reprezintă unapogeu: o adevărată poerică picturală a mării și a norilor. Dăruind-o muzeului National Gallery, pictorul își exprimă dorința (împlinită dealtfel) să fie expusă alături de Îmbarcarea Reginei din Saba de Claude Lorrain. Traversarea izvorului este mai apropiat de pictura de gen dar și aici surprind, prin prosprțime, caracteristicele lui modulări coloristice.

În 1819 Turner face prima călătorie în Italia. Compune peisajul Raby Castle. Lasă neîncheiat grupul celor 70 de gravuri Liber Studiorum, intitulat în maniera lui Lorrain, gravuri realizate de-a lungul câtorva ani. Din Italia se întoarce cu aproape 1500 de desene în creion și peniță. Nesemnificativă, sub raportul tablourilor în ulei, această călătorie este reluată de patru ori, timp în care va vizita Veneția, Torino, Como, Genova, Milano, Bologna, Rimini, Orvieto, Ancona, Florența, Napoli. Achiziția cea mai importantă a acestei perioade cuprinse între 1819 - 1840 și supranumită "intermediară' este, alături de decantarea continuă a luminii, de frăgezimea, transparența, puritatea ei, dizolvarea imperceptibilă a formei, absorbirea și mutarea ei într-un plan inefabil. Alt peisaj semnificativ :England:Richmond Hill. Cu prilejul expoziției din 1823, Turner prezintă, printre altele, Golful de la Baiae cu Apollo și Sibila și într-o vastă versiune Bătălia de la Trafalgar. 

În timpul verii anului 1825, Turner vizitează Olanda, Belgia și nordul Germaniei. Se întoarce în Franța și Germania, cu gândul să exploreze priveliștile râurilor Meuse și Mosela. În 1828 Turner expune la Royal Academy Castelul Cowes, Regata zburând în bătaia vântului , Întoarcerea regatei. Pictează la Roma Orvieto. 
Creează capodopera Ulise înfruntându-l pe Polifem, care produce un șoc puternic asupra opiniei critice. 

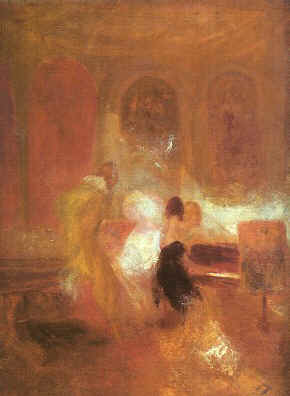
Seara de muzică (1835)

Dincolo de anecdotica mitologică sau de unele armonii clasicizante, tabloul impune prin sonoritatea triumfală și înmărmuritoare de apoteoză wagneriană, diafanizată totuși, căptușită cu aur și purpură. 

Pilat spălându-și mâinile (1830) introduce deja unele nuanțe din tonalitatea și atmosfera "interioarelor" de la Petworth. Lordul Egremont îl invită să locuiască la castelul său din Petworth.
În 1830 realizează vignetele la volumul lui Rogers Italy și tablourile Interior la Petworth și Seara de muzică, în Insula Staffa:Grota Lui Fingal (1832) , Incediu pe mare (1834),Incediul Parlamentului (1834). Realizează desenele pentru poemele lui Byron editate de Murray și vignetele la volumul lui Roges Poems. 
 În 1838 realizează Vasul de linie Temerarul remorcat la ultima ancorare pentru a fi distrus născut din intenția polemică a pictorului de a demostra în spirit ruskinian disprețul naiv pentru "industrialismul" și pozitivismul burghez al epocii sale, tabloul propune comparația șocantă între două vase, unul vechi, cu pânze, aureolat de strălucire și glorie (participase la bătălia de la Trafalgar) și remorcherul nou, întunecat și mexchin, expresie a noii tehnici, pus să fie "groparul marin al celui dintâi.

Turner cercetează îndelung și adnotează Știința culorii de Goethe, apărută în traducerea englezească a lui Bastlake.
Călătorește la Dieppe și Tréport pentru a contempla furtuni și asfințituri. Compune evocatoarele schițe Diligența la Eu și Interior de biserică (1845). În 1846 expune Vânătorii de balene (creat cu un an mai înainte), două "scene venețiene" și Undine dând inelul lui Masaniello, pescarul napolitan. 

Are viziunea apocaliptică a Îngerului în soare, compoziție stranie, turbionar circulară.<br.
Turner moare în vârstă de 76 de ani pe 19 decembrie 1851 și este depus într-o criptă, alături de Reynolds, în catedrala Sf. Paul.

## Opera

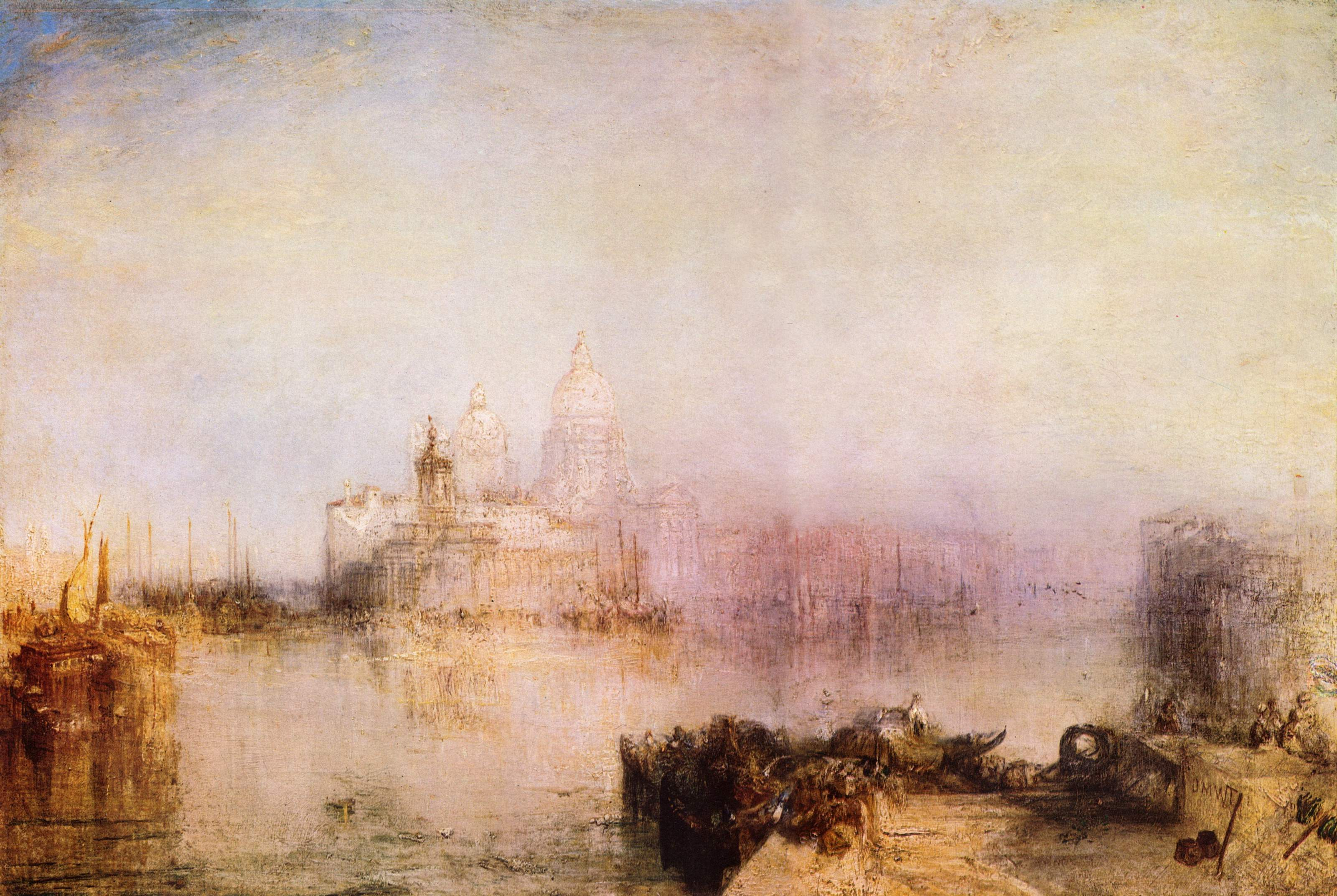
Vama şi Santa Maria della Salute, Veneţia, 1843

- Interior la Tintern Abbey (1974) - acuarelă - Victoria and Albert Museum
- Catedrala din Salisbury  (1802) - acuarelă - Victoria and Albert Museum
- Răsărit de soar în ceață (1807) - ulei - National Gallery
- Sfere de sticla cu apa - Muzeul Britanic
- Furtună de zăpadă la trecătoarea Mont Cens (1820) - Muzeul Birmingham
- Bătălia de la Trafalgar (1823) - ulei - Muzeul Național Maritim, Greenwich.
- Lumina lunii pe lagună, Veneția (1835) - acuarelă și guașă - Muzeul Britanic
- Corăbii pe mare (1835 -1840) - acuarelă - Muzeul Britanic
- Blue Rigi. Sunrise (1842) - acuarelă - Tate Gallery
- Înger în soare (1843) - ulei - Tate Gallery
- Vama și Santa Maria della Salute, Veneția, (1843) - National Gallery of Art, Washington, DC
- Răsărit de soare la Castelul Norham - (1840 - 1845) - ulei - Tate Gallery

## Aprecieri critice

### William Hazlitt
"Pictează arbori galbeni și albaștri și contează pe ochiul spectatorului ca să-i transforme în verde."
"Tablourile lui Turner ne amintesc de abstracțiunea unei perspective bătute de vânt. Ele prezintă nu atât elemente ale naturii, cât atmosfera care le înconjoară. Sunt tablouri ale aerului, pământului și ale apei."

### John Ruskin
"Ceea ce importă la Turner mai presus de orice, distingându-l de toți contemporanii săi, e adevărul."
"Turner constituie o excepție de la toate regulile și nu poate fi apreciat cu nici o măsură din domeniul artei. Cu entuziasm de o măreție sălbatică, el se năpustește prin sferele eteree ale luminii propriei sale minți - o lume locuită de spiritele lucrurilor; Turnar și-a umplut mintea cu materiale extrase din atenta studiere a naturii (nici un artist nu a studiat natura cu mai multă înverșunare) - iar după aceea schimbă și combină, scoțând efecte lipsite de cauze directe, sau, pentru a ne exprima mai exact, sesizând sufletul și esența frumuseții, fără să acorde atenție mijloacelor prin care ea a luat naștere."
"Dintre operele lui cele mai bogate și mai frumoase a rămas doar o umbră. Dar tocmai această umbră este mai desăvârșită decât soarele altora: este o umbră purpurie, o umbră de trandafir."

### Kenneth Clark
"..imaginația lui Turner era capabilă să distileze din lumină și culoare o poezie tot atât de delicată ca a lui Shelley. E cazul acelor viziuni palide, opalescente, de râuri și estuare, printre care cele mai frumoase sunt poate acelea care au ca punct de plecare Castelul Norham. A spune că ele înfățișează acest castel e tot atât de înșelător ca a susține că un tablou de Braque reprezintă o femeie așezată la pian. Există, firește, o legătură logică între ceea ce am fi văzut dacă am fi fost acolo și tușele palide de roz, albastru și galben cu care Turner și-a colorat pânza; ea constituie chiar esența frumuseții lor. Dar această legătură e extrem de complexă și ar putea fi descoperită numai retrăind cele simțite de Turner însuși. Ea este totodată inseparabilă de tehnica cu ajutorul căreia Turner așterne pe pânză cele mai fine pelicule și abureli de culoare - o tehnică pe care, cu prețul multor precauții, a ținut-o secretă în timpul vieții sale și care a rămas secretă de atunci încoace."

### Graham Reynolds
"Rămâne un geniu nu numai prin volumul și energia creației sale ci și prin faptul că trăiește în toată plenitudinea ca un izvor de experiență proaspătă."

### Dumitru Popescu
"Turner a descoperit și a transpus pe pânză, într-o manieră de vizionar, extraordinara subtilitate a naturii insulelor britanice, cu cele trei componente ale ei: soarele, marea și ceața. Crepusculul și aurora apar pe pânzele lui Turner ca niște misterioase fenomene supraterestre. Culorile se topesc în tonuri fantastice, formele se estompează în contururi abia vizibile. E o lume de vis, o feerie pe care n-am mai văzut-o nicăieri în pictură, în nici unul din tablourile marilor galerii de artă ale lumii."

## Galerie

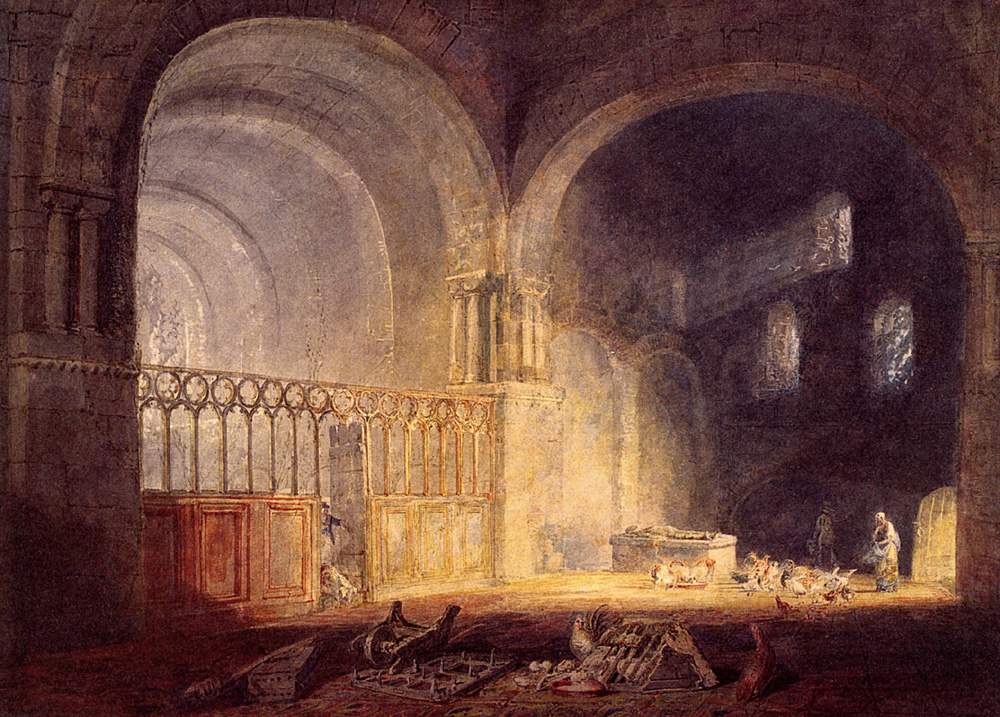
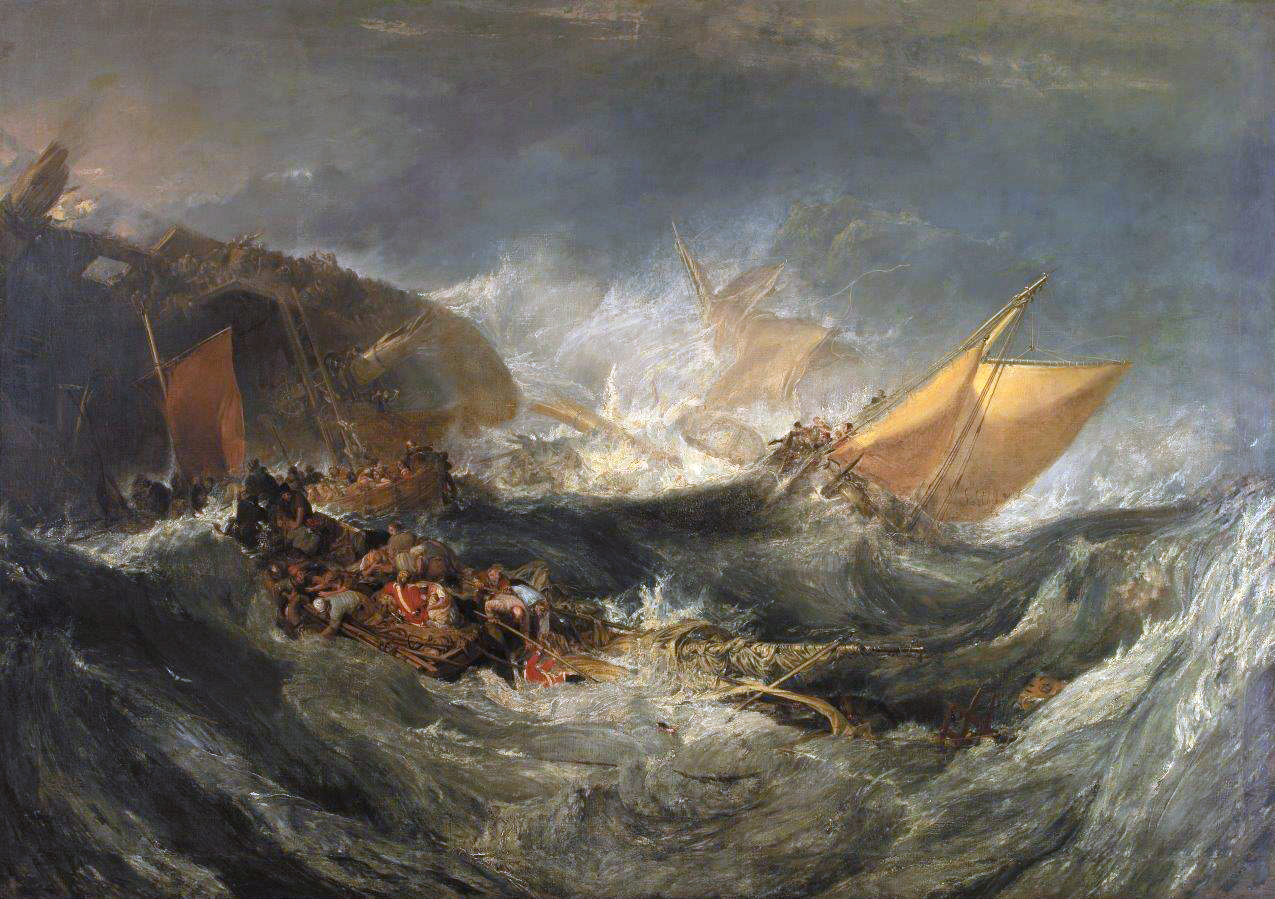
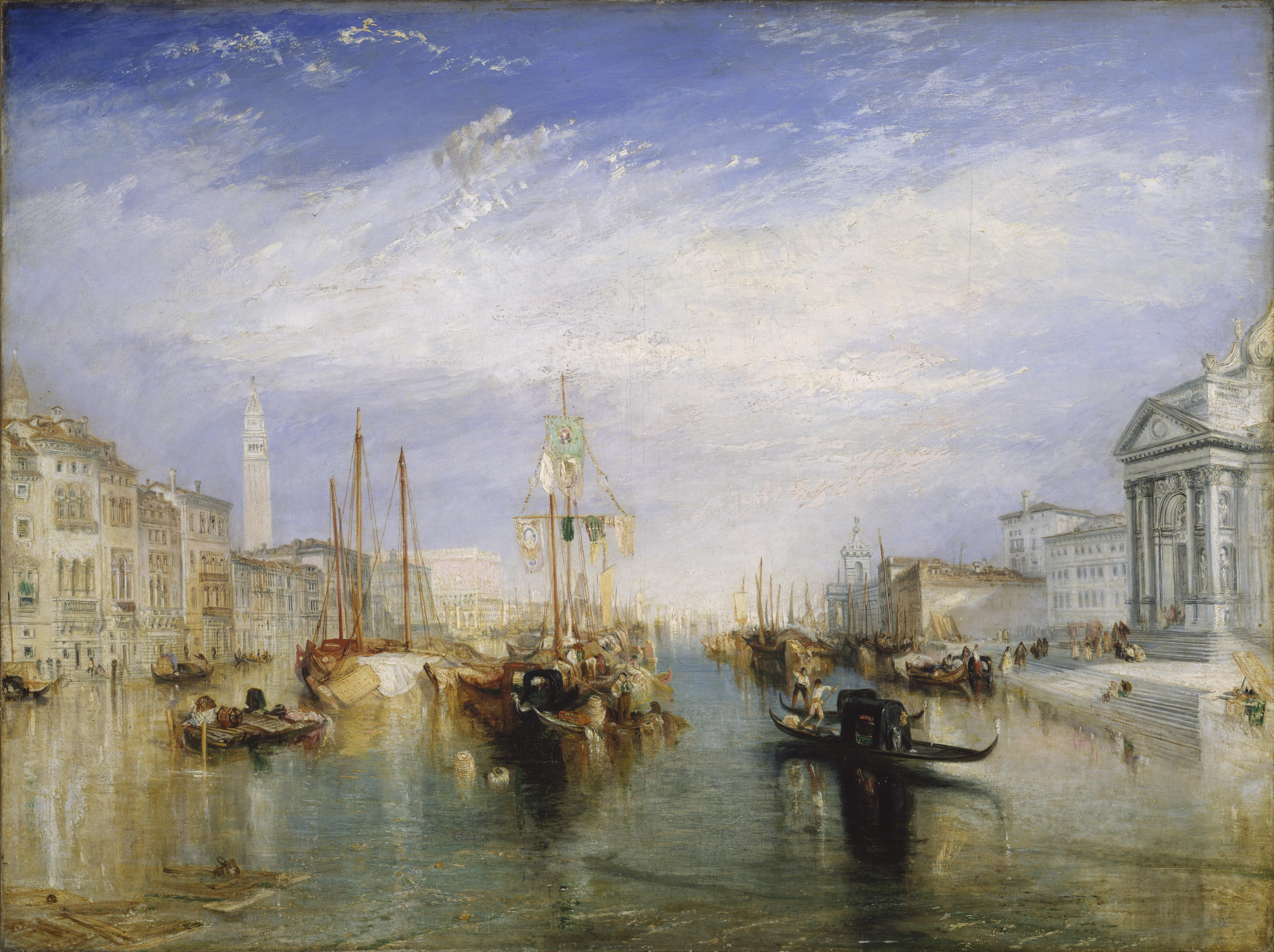
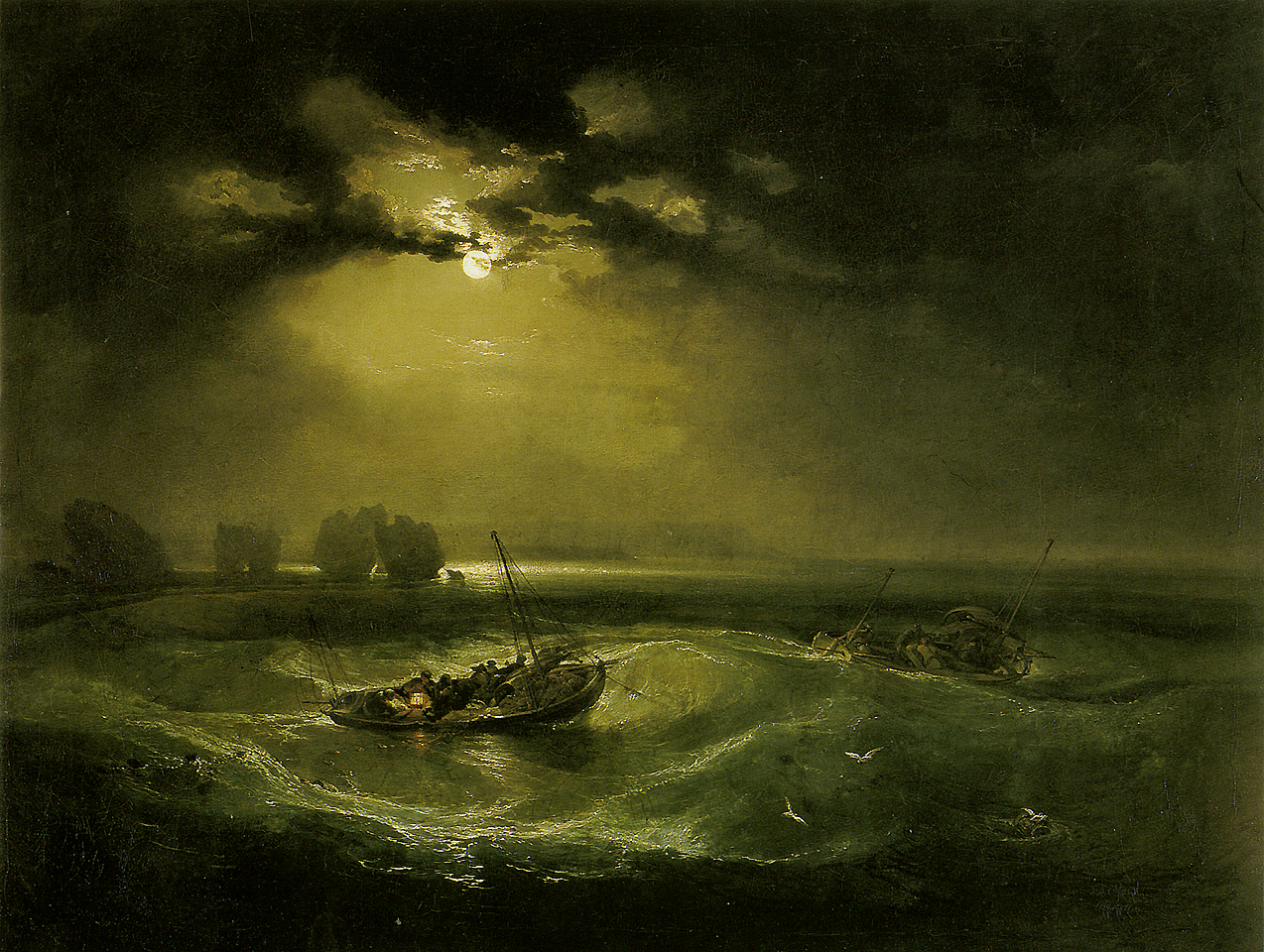
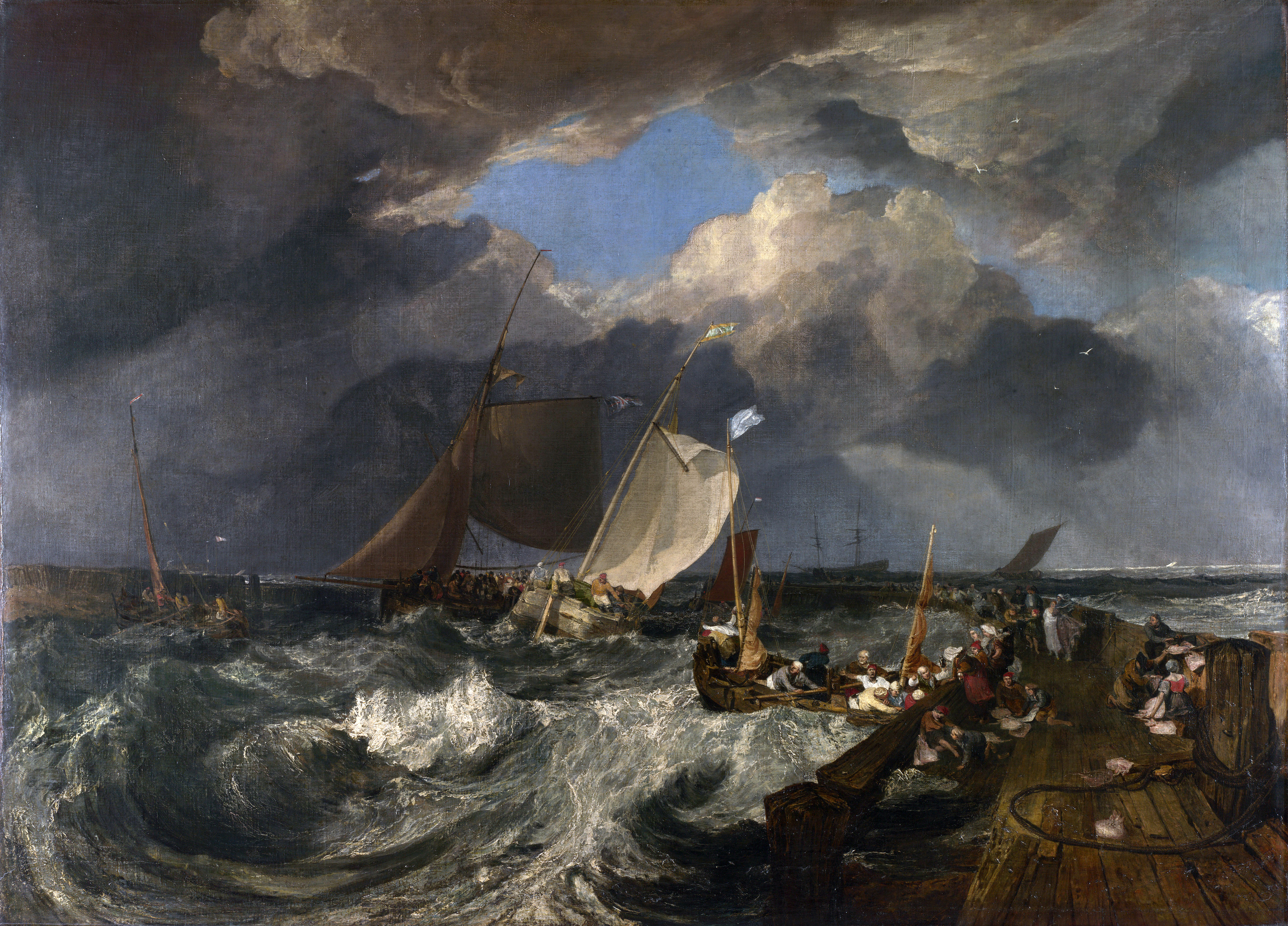